# مستحرويات مختزلة للكبريت
مستحرويات مختزلة للكبريت (بالإنجليزية: Thermodesulfobacteria)‏ هي طائفة بكتيريا ، تضم رتبة واحدة هي مستحرايات مختزلة للكبريت (بالإنجليزية: Thermodesulfobacteriales)‏ وعائلة واحدة هي مستحريات مختزلة للكبريت (بالإنجليزية: Thermodesulfobacteriaceae)‏ والتي تشمل خمس أجناس متعددة.